# جون توماس (لاعب اللاكروس)
جون توماس (بالإنجليزية: John Thomas)‏ هو لاعب اللاكروس أمريكي، ولد في 28 أبريل 1952 في توسون في الولايات المتحدة.